# Urechis unicinctus
Urechis unicinctus (giản thể: 海肠; phồn thể: 海腸; bính âm: hǎicháng / hải tràng; tiếng Nhật: 螠虫 hay ユムシ yumushi / ế trùng; tiếng Hàn Quốc: 개불 gaebul / hải bìu) là một loài giun thìa biển. Nó được gọi rộng rãi là cá dương vật.

## Môi trường sống
U. unicinctus, giống như những loài Urechis, sống trong hang trong cát và bùn. 

## Sử dụng kinh tế
Loài giun thìa này thường được ăn sống với muối và dầu mè ở Hàn Quốc.
Trong ẩm thực Trung Hoa, nó thường được xào với rau, hoặc dạng sấy khô và bột được sử dụng như một vị umami. Đặc biệt là chúng được xem là một thành phần quan trọng trong ẩm thực Sơn Đông và được sử dụng trong nhiều công thức nấu ăn.
Nó cũng được sử dụng như mồi câu cá.

## Hình ảnh

Urechis unicinctus
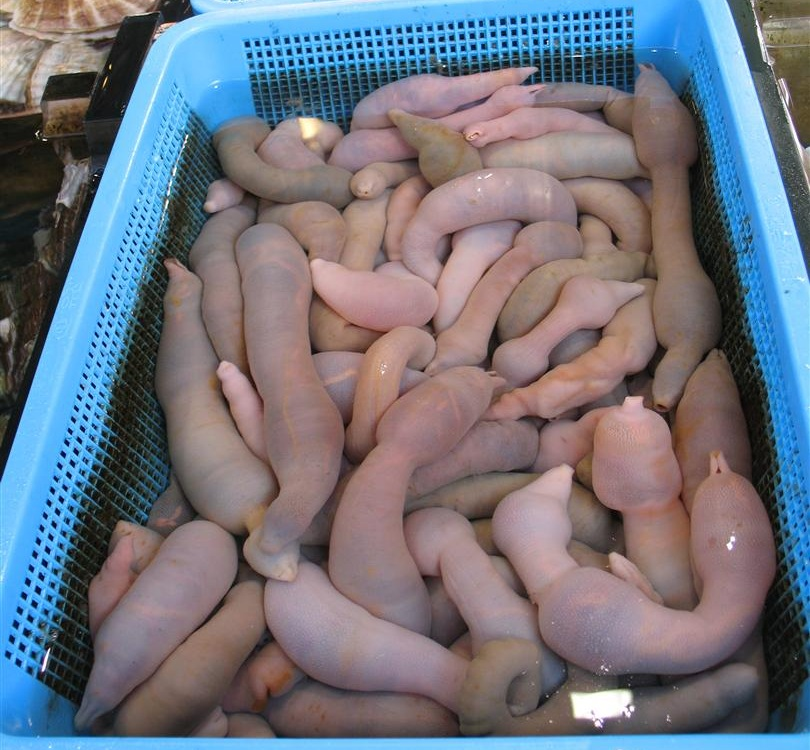
Gaebul bán tại một chợ cá ở Busan, Hàn Quốc.
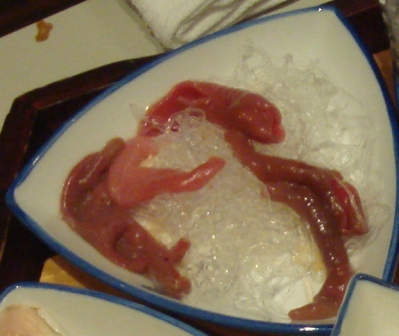
Urechis unicinctus phục vụ như hoe tại một nhà hàng ở Hàn Quốc.